# Хаккярі-Юксекова (аеропорт)
Аеропорт Хаккярі–Юксекова (тур. Hakkari Yüksekova Selahaddin Eyyubi Havalimanı) (IATA: YKO, ICAO: LTCW) — цивільний аеропорт у місті Юксекова, провінції Хаккярі, Туреччина. Аеропорт розташований за 5 км від центру міста Юксекова. 

Будівництво аеропорту розпочалося 18 липня 2010 року та його було відкрито для повітряного руху 26 травня 2015 року. 

## Опис
Аеропорт має злітно-посадкову смугу — 3200 м × 45 м, перон 228 м × 120 м, рульову доріжку 265 м × 24 м і будівлю терміналу площею 6600 м². 
Аеропорт передбачався з обсягом пасажиропотоку 1 мільйон на рік. 
Будівництво коштувало ₺ 120 млн.

## Авіалінії та напрямки, серпень 2023
| Авіакомпанія     | Пункт призначення |
| ---------------- | ----------------- |
| AnadoluJet       | Анкара-->         |
| Turkish Airlines | Istanbul          |

## Статистика
Див. джерело запитів Вікіданих та джерела.